# Zona demersale

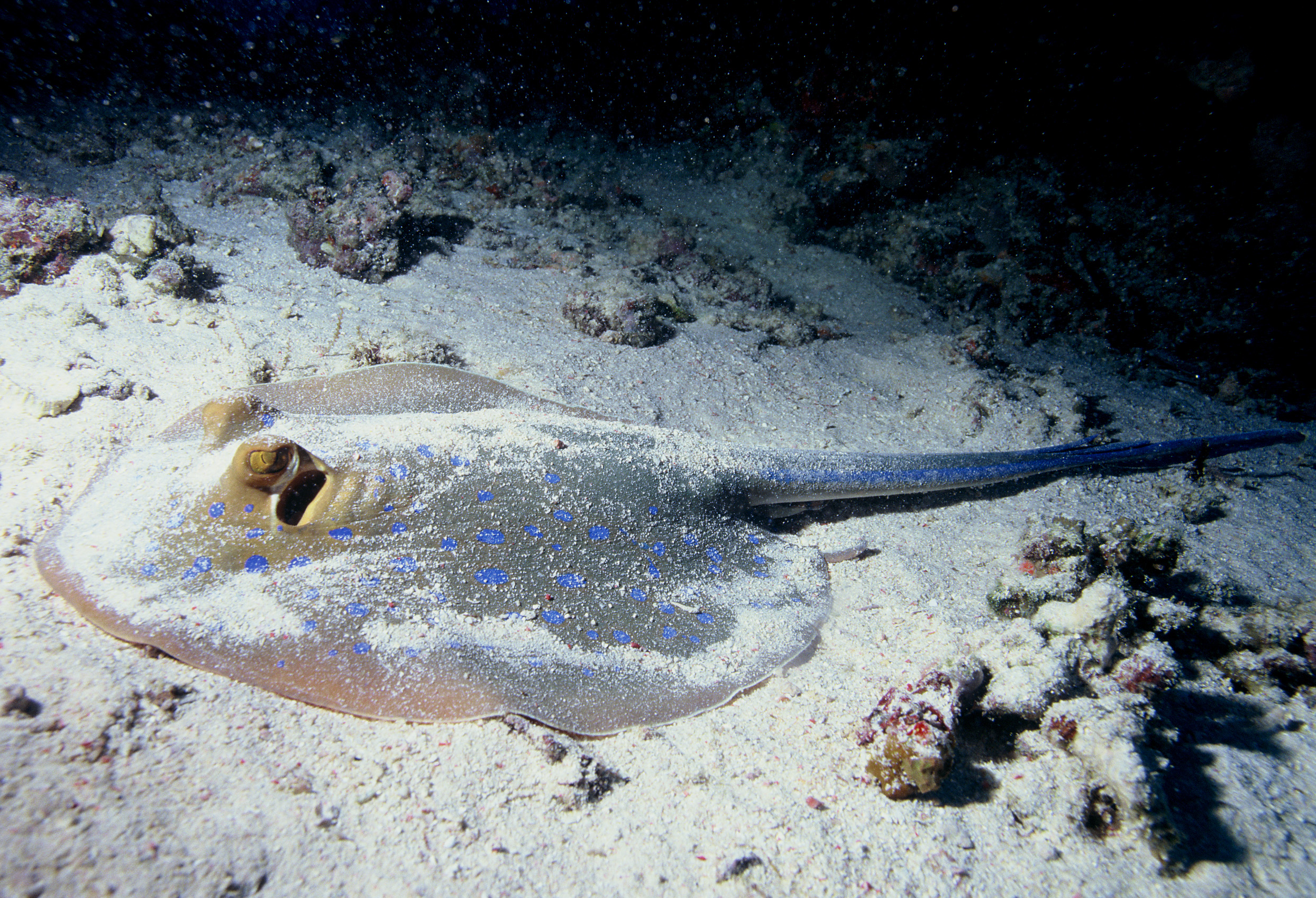
La pastinaca a macchie blu vive nella zona demersale o proprio sopra il fondale marino.

La zona demersale è quella parte del mare, oceano o laghi profondi che comprende la colonna d'acqua vicina al fondale marino, significativamente influenzata dal substrato e dalla bentofauna. Questa zona si trova immediatamente al di sopra della zona bentonica e costituisce uno strato della più ampia zona profonda (profundale).
Essendo situata appena sopra il fondale oceanico, la zona demersale varia in profondità e può rientrare sia nella zona fotica, dove la luce penetra consentendo la crescita di organismi fotosintetici, sia nella zona afotica. Quest'ultima inizia a profondità comprese tra circa 200 e 1000 metri e si estende fino agli abissi oceanici, dove la luce non può più arrivare.

## Pesci
La distinzione tra specie di pesci demersali e pelagici non è sempre netta. Ad esempio, il merluzzo nordico (Gadus morhua) è un tipico pesce demersale, ma può essere trovato anche nella colonna d'acqua aperta. Al contrario, l'aringa (Clupea harengus) è principalmente una specie pelagica, ma forma grandi aggregazioni vicino al fondale marino durante la deposizione delle uova su banchi di ghiaia.
I pesci che abitano la zona demersale si dividono in due categorie principali: quelli più pesanti dell'acqua, che riposano direttamente sul fondale marino, e quelli con galleggiamento neutro, che rimangono appena sopra il substrato. Molti pesci raggiungono la galleggiabilità neutra grazie a una vescica natatoria riempita di gas, che può essere espansa o contratta in base alle necessità. Tuttavia, questa strategia richiede regolazioni costanti, poiché la pressione dell'acqua varia quando i pesci nuotano a profondità diverse. Un'alternativa alla vescica natatoria è l'utilizzo di lipidi, meno densi dell'acqua, come lo squalene, che si trova comunemente nei fegati degli squali e ha una densità specifica di soli 0,86. Ad esempio, nel sagrì nero (Etmopterus spinax), una specie bentopelagica, il fegato rappresenta il 17% del peso corporeo, di cui il 70% è costituito da lipidi. Le razze e le torpedini bentoniche, invece, hanno fegati più piccoli con una minore concentrazione di lipidi, il che le rende più dense dell'acqua. Questi pesci nuotano in modo discontinuo e spesso riposano sul fondale. Alcuni pesci privi di sistemi di galleggiamento utilizzano le pinne pettorali angolate per generare una spinta verso l'alto durante il nuoto; tuttavia, ciò comporta l'incapacità di restare sospesi o di nuotare all'indietro, affondando se smettono di nuotare.
I pesci demersali adottano diverse strategie di alimentazione: alcuni si nutrono di zooplancton o di organismi e alghe presenti sul fondale marino; alcuni prediligono l'epifauna (invertebrati sulla superficie del fondale), mentre altri si specializzano nell'infauna (invertebrati che scavano sotto il fondale); altri ancora sono spazzini, cibandosi di resti di piante o animali morti, mentre alcune specie sono predatori attivi.

## Invertebrati
Lo zooplancton è costituito da organismi animali che si spostano trascinati dalle correnti, ma molti di essi possiedono mezzi limitati di locomozione che permettono un certo controllo sulla profondità a cui si trovano. Per mantenere il galleggiamento, utilizzano sacche riempite di gas o accumulano sostanze a bassa densità, oppure presentano strutture che rallentano la discesa passiva. Quando gli adulti di specie bentoniche sono confinati a vivere a specifiche profondità, le larve devono ottimizzare le possibilità di insediarsi su un substrato adatto.
Alcuni invertebrati marini come le seppie e i nautili hanno sviluppato metodi unici per regolare il galleggiamento. Le seppie utilizzano il cosiddetto «osso di seppia», una struttura rigida e leggera con cavità riempite di gas, che possiede una densità specifica di circa 0,6. Grazie a questo sistema, possono nuotare a diverse profondità. I nautili immagazzinano gas nelle camere della loro conchiglia e regolano il galleggiamento tramite osmosi, pompando acqua dentro e fuori dalle camere. Queste capacità permettono a tali animali di spostarsi tra diverse profondità, pur rimanendo strettamente legati al substrato marino per l'alimentazione o altre necessità vitali.